# 19 î.Hr.

## Nașteri
- Velleius (Marcus Velleius Paterculus), istoric roman (d. 31)

## Decese
- Tibul (Albius Tibullus), poet latin (n. 52 î.Hr.)
- Virgiliu (Publius Vergilius Maro), poet latin (n. 70 î.Hr.)